# پلیس پنجاب پاکستان
پلیس پنجاب(پنجابی ,اردو: پنجاب پولیس) یک سازمان نظم و قانون نیروی پلیس است که مسئول اجرای قانون در ایالت پنجاب است. تحت فرمان بازرس کل (IG) پلیس پنجاب کار می کند. این سازمان تمامی پرونده های جنایی را با اقدام بر اساس قانون پلیس ۱۸۶۱ و ۲۰۰۲ علیه جنایتکاران در ایالت پنجاب , پاکستان کنترل می کند. این نیرو به شکل مدرن خود در زمان راج بریتانیا معرفی شد و همچنان از نفوذ استعمار تا به امروز رنج می برد. این توسط برخی به عنوان یک سازمان ترسناک عمومی و نه یک سازمان دوستدار عمومی تلقی می شود که به ترویج احساس ترس به جای امنیت و رفاه در بین مردم ادامه میدهد.
از ۲۲ جولای ۲۰۲۲، فیصل شاهکار PSP به عنوان بازرس کل جدید پلیس پنجاب منصوب شد.

## تاریخ

### عصر مغول
نظام پلیسی در عصر مغول بر اساس مالکیت زمین سازماندهی شد. زمینداران مسئول دستگیری مخلان نظم عمومی و انجام سایر وظایف پلیسی بودند . در سطح روستا این وظایف توسط دهیاران انجام می شد. در شهرهای بزرگ، اداره پلیس به کارمندانی به نام کوتوالز سپرده شده بود، وظایف مجری قانون، مدیریت شهری و جمع آوری درآمد را انجام می دادند. افسران گشت به شکل نگهبانان روستا در روستاها و گله‌داران، گشت اسب‌ها مانند مردان در شهرها حضور داشتند. با جرایم سازمان‌یافته خشونت‌آمیز معمولاً ارتش برخورد می‌کرد.

### دوران بریتانیا
سیستم مدرن پلیس در زمان حکومت بریتانیا معرفی شد . دولت بریتانیا مسئولیت خدمات پلیسی را از زمینداران سلب کرد و قضات را با پاسبانان و دیگر افسران زیردست برای اهداف پلیس معرفی کرد. پلیس پنجاب نیز بر اساس الگوی دو شاخه اصلی، پلیس پیشگیری نظامی و پلیس کارآگاه مدنی سازماندهی شد. از آنجایی که این ترتیب رضایت بخش نبود، بنابراین در سال ۱۸۶۰، دولت هند بریتانیا از دولت پنجاب خواست تا به سیستم پلیسی که در آن زمان در استان رایج بود، توجه کند. با این حال، از آنجایی که این موضوع از اهمیت کلی برخوردار بود، دولت مرکزی کمیسیونی را برای تحقیق در مورد پلیس در هند بریتانیا منصوب کرد. کمیسیون پلیس کلکته در سال ۱۸۶۰ لغو بازوی نظامی پلیس، انتصاب یک بازرس کل پلیس در استان و استقرار پلیس در ناحیه تحت نظارت ناحیه را توصیه کرد. کمیسیون توصیه کرد که فقط قاضی ناحیه باید هر یک از وظایف پلیس را انجام دهد. بر اساس توصیه‌های کمیسیون، دولت هند لایحه‌ای ارائه کرد که به عنوان قانون پنجم در سال ۱۸۶۱ به تصویب رسید. قانون پلیس ۱۸۶۱ به تصویب رسید. طرح سازمانی که از قانون پیروی کرد تا به امروز باقی مانده است.
قوانین پلیس پنجاب در سال ۱۹۳۳ شیوه های پلیس را در آن زمان مستند کرد و اقدامات جدیدی را برای بهبود عملکرد اداری و عملیاتی پلیس معرفی کرد. محتوای قوانین نشان می دهد که پلیس پنجاب تا سال ۱۹۳۴ به یک سازمان پلیس کاملاً حرفه ای تبدیل شده بود و دانش قابل توجهی از جنایات و جنایتکاران در ایالت داشت. این سازمان رویه ها و شیوه های موثری را برای مقابله با انواع مختلف فعالیت های مجرمانه ایجاد کرده بود. وظایف اداری و انضباطی نیز تشریح شد. این قوانین به عنوان مدلی برای مجموعه قوانین مشابه در سایر ایالات پاکستان عمل کرده است و تا به امروز نیز به قوت خود باقی است.

پلیس پنجاب پس از استقلال
پلیس پنجاب نقش مهمی در رسیدگی به بحران پناهجویان ۱۹۴۷-۱۹۴۸ ایفا کرد. این سازمان تا سال ۱۹۵۵ به عنوان یک سازمان جداگانه ادامه یافت تا اینکه با پلیس سایر ایالات ادغام شد و پلیس پاکستان غربی را ایجاد کرد. DIG غرب پاکستان عنایت علی شاه بود. DIG شرق پاکستان و DIG غرب پاکستان به یک IG گزارش می دادند که در دهه ۱۹۵۰ قربانعلی خان بود. تلاش‌های متعددی برای بازنگری و اصلاح سازمان و عملکرد پلیس در دهه‌های ۵۰ و ۶۰ صورت گرفت که عملی نشد. چارچوب قانونی پلیس در پاکستان در نتیجه واگذاری طرح قدرت که بین سال‌های ۲۰۰۱ و ۲۰۰۶ اجرا شد، دستخوش تغییر عمده شد.
در راستای تفویض طرح قدرت، دفتر معاون کمیساریای منطقه در سال ۲۰۰۱ لغو شد و سیستم حکومت های ناحیه از طریق فرمان حکومت محلی پنجاب در سال ۲۰۰۱ معرفی شد. ، در سال ۲۰۰۲ جایگزین قانون پلیس ۱۸۶۱ شد. این قانون تغییرات گسترده ای را در سازمان پلیس ایجاد کرد. قانون جدید پاسخگویی عمومی را در قالب کمیسیون های امنیت عمومی در سطح ولسوالی، استانی و ملی معرفی کرد. دستور پلیس ۲۰۰۲ همچنین یک مرجع مستقل شکایات پلیس را پیش بینی کرد، استقلال بازرس کل پلیس را افزایش داد و با جداسازی تحقیقات از سایر وظایف پلیس، تخصص عملکردی را ایجاد کرد. در حال حاضر پلیس پنجاب در عملیات ضد تروریستی در این ایالت مشغول است.

## سازمان

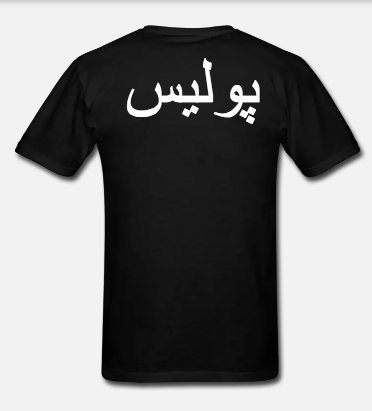
پیراهن یونیفرم مشکی پلیس پنجاب

پلیس پنجاب بر اساس دستور پلیس ۲۰۰۲ تشکیل شده است و تحت قوانین پلیس ۱۹۳۴ فعالیت می کند. یک اداره پلیس مرکزی (CPO) در لاهور وجود دارد که دارای تعدادی شعبه عملکردی مانند بخش امور حقوقی (شعبه حقوقی)، امور مالی و رفاهی، تأسیس است. ، عملیات، آموزش، تحقیق و توسعه، و غیره. این واحدها از طریق بازرسان کل اضافی مربوطه خود به بازرس کل پلیس گزارش می دهند. افسران پلیس منطقه مستقیماً به بازرس کل پلیس گزارش می دهند و آنها بخشی از اداره پلیس مرکزی (CPO)، پنجاب را تشکیل نمی دهند. بازرس کل پلیس به صورت رسمی منشی دولت پنجاب است. پلیس پنجاب متشکل از افسران پلیس پنجاب و خدمات پلیس پاکستان است.
نیروهای مشخص در اداره پلیس پنجاب
- Anti Riot Force (ARF) (نیروی ضد شورش)
- Punjab Safe Cities Authority (PSCA) (اداره شهرهای امن پنجاب)
- Counter Terrorism Department (CTD) (اداره مبارزه با تروریسم)
- Criminal Investigation Agency(CIA) (آژانس تحقیقات جنایی)
- Special Protection Unit (SPU) (واحد حفاظت ویژه)
- Elite Police|Punjab Elite Force (نیروی نخبگان پنجاب)
- Punjab Boundary Force (نیروی مرزی پنجاب)
- Punjab River Police (پلیس رودخانه پنجاب)
- Punjab Traffic Police ( پلیس راهنما و رانندگی پنجاب)
- Punjab Highway Patrol (گشت بزرگراه پنجاب)
- Dolphin Force (نیروی دلفین)
- Punjab Constabulary (پاسبانی پنجاب)

تشکیلات اصلی پلیس به شرح زیر است
- Central police office (CPO) (اداره پلیس مرکزی , پنجاب)
- مناطق پلیس
- شعبه تحقیق
- شعبه ویژه
- شعبه مخابرات
- شعبه عملیات

## جنایت و جنجال
سازمان مبارزه با فساد پنجاب در گزارشی در سال ۲۰۱۰ پلیس پنجاب را فاسدترین اداره عمومی در استان اعلام کرد. اعضای پلیس پنجاب در تعدادی از فعالیت های مجرمانه شرکت داشته اند. در نوامبر ۲۰۱۷ مردی به نام آصف در یک برخورد ساختگی در فیصل آباد کشته شد. او ابتدا به عنوان یک سارق شناسایی شد، اما بعداً معلوم شد که یک غیرنظامی بیگناه غیرمسلح است که با یکی از بستگان DSP Gujranwala رابطه داشته و کشور را ترک کرده است. او برای سفر به پاکستان بود که پلیس لباس شخصی به او شلیک کرد و او را کشت. تجاوز جنسی، آزار و اذیت و بدرفتاری با زنان نیز در پلیس پنجاب رایج است. طبق یک خبر ۲۰ نوامبر ۲۰۱۷ توسط express.pk، دو افسر پلیس به نام‌های انتزار عباس و نجم عباس از پلیس پنجاب، لاهور پارچه‌های یک زن را پاره کردند، فیلمی تهیه کردند و بعداً سعی کردند از این زن باج‌گیری کنند و همچنین ویدیو را از طریق به اشتراک گذاشتند. رسانه های اجتماعی هر دو بعداً از نیروی انتظامی حذف شدند. مشخص نیست که آیا اقدام قانونی علیه آنها صورت گرفته است یا خیر. در حادثه ای مشابه، پلیس فیصل آباد به همسر یک افسر پلیس دیگر به نام منظور احمد تجاوز گروهی کرد. حتی افراد مسن نیز از خشونت پلیس پنجاب در امان نیستند. در نوامبر ۲۰۱۷، ویدئویی در شبکه های اجتماعی منتشر شد که پلیس را در حال شکنجه یک زوج مسن نشان می داد. این ویدئو مردم را شوکه کرد و کل ایستگاه پلیس به حالت تعلیق درآمد. یک کودک هفت ساله به دلیل آدم ربایی توسط پلیس پنجاب در سال ۲۰۱۵ دستگیر شد.

## تغییر یونیفرم و جنجال ها
سال ۲۰۱۸، پلیس پنجاب یونیفرم استاندارد خود را از پیراهن های مشکی کلاسیک خود، شلوار خاکی، به یونیفرم کاملا سبز زیتونی تغییر داد. این تغییر با واکنش های متفاوتی روبرو شد. دولت مدعی شد که قبل از استانداردسازی این لباس جدید با طراحان حرفه ای مشورت کرده است، اما بسیاری از آن به عنوان کسل کننده انتقاد کرده اند و محافل درون پلیس آن را جذابیت کمتری می دانند.
گزارش های دیگر بیان کرده اند که به دلیل رنگ مات، لباس جدیدتر برای توزیع انبوه در میان نیروهای پلیس پنجاب تایید نشده است.